# Cebu Pacific
Cebu Pacific ist eine philippinische Billigfluggesellschaft mit Sitz in Pasay City und Basis auf dem Flughafen Mactan-Cebu.

## Geschichte
Cebu Pacific wurde im März 1996 gegründet. Eigentümerin ist die JG Summit Holdings. Als Billigfluggesellschaft steht sie in Konkurrenz etwa zu Tiger Airways aus Singapur oder AirAsia aus Malaysia. Auf den philippinischen Inlandsrouten hat Cebu Pacific im Jahr 2007 mit 4,46 Millionen Passagieren, was einem Marktanteil von 43 % entsprach, erstmals mehr Passagiere befördert als die bis dahin führende PAL. 2008 stieg der Marktanteil im Passagierverkehr auf 45,6 %; 2010 lag er bei 48,2 %. Auch im Frachtverkehr hat Cebu Pacific den Marktanteil in den vergangenen Jahren kontinuierlich ausgebaut und lag 2010 bei 51,6 %.
Im März 2010 wurde Cebu Pacific, wie auch alle anderen Fluggesellschaften der Philippinen, auf die Liste der Betriebsuntersagungen für den Luftraum der Europäischen Union gesetzt, ein Flugbetrieb in der EU war somit untersagt. Die Europäische Kommission begründete diesen Schritt damit, dass die für die Aufsicht der in den Philippinen zugelassenen Luftfahrtverkehrsunternehmen zuständigen Behörden nicht hinreichend in der Lage waren, Sicherheitsmängel zu beheben. Am 14. April 2014 wurde Cebu Pacific von der schwarzen Liste der Europäischen Kommission entfernt, nachdem das Unternehmen aufgrund interner Programme gängige Sicherheitsbestimmungen erfüllte.
Im März 2010 führte Cebu Pacific sog. Light Fares ein, besonders günstige Ticketpreise für Passagiere, welche nur Handgepäck mit sich führen, und dadurch kein weiteres Gepäck aufgeben. Ein Börsengang war zunächst bereits für das Jahr 2008 geplant, wurde aber aufgrund der Finanzkrise auf unbestimmte Zeit zurückgestellt. Im Jahr 2010 wurden diese Pläne wieder aufgenommen und am 24. März 2010 folgte die Zulassung zum Börsengang wurde von der Philippine Stock Exchange. Mit der Aktienplatzierung an den internationalen Märkten waren die Banken J.P. Morgan und Deutsche Bank betraut. Die Aktienausgabe sowie Erstnotierung an der PSE erfolgte Ende Oktober 2010. Es wurden bei der Börseneinführung 186,6 Millionen Aktien verkauft, was einem Anteil von 30,4 % aller verfügbaren Papiere entsprach. Cebu Pacific konnte dabei 23,3 Milliarden PHP einsammeln und erzielte damit einen höheren Erlös als jede andere Billigfluglinie.
Cebu Pacific ist ein „Punkt-zu-Punkt-Carrier“, das heißt, es werden seitens der Fluggesellschaft keine verknüpften Umsteigeverbindungen innerhalb des Liniennetzes angeboten. Nachdem Cebu Pacific anfangs für Pünktlichkeit der Flüge bekannt war, hat diese Eigenschaft in den folgenden Jahren massiv nachgelassen. Cebu Pacific erlangte Bekanntheit für seine Verspätungen oder Annullierungen von Flügen. Medienberichten im April 2009 zufolge waren rund ein Drittel der Flüge verspätet. Nach eigenen Angaben von Cebu Pacific hat sich die Pünktlichkeitsrate von 68,7 % im Januar 2009 auf zwischenzeitlich 91,7 % im September 2010 verbessert, in den Folgemonaten jedoch wieder etwas verschlechtert, so dass sie im Durchschnitt daraufhin um 80 % lag. In den Jahren 2011 und 2012 sank die Pünktlichkeitsrate bis auf 62,2 % ab und schwankt seitdem sehr stark. Nachdem die Pünktlichkeit Anfang 2013 wieder über 80 % gelegen war, fiel sie zum April 2013 erneut auf 64,5 % ab. In den Informationen an die wartenden Passagiere an den Flughäfen wird als Grund für die Verspätungen häufig die Überfüllung des Luftraums am Ninoy Aquino International Airport in Manila genannt.
2012 vermeldete Cebu Pacific, dass 2013/2014 weitere neue A320 und A330 in die Flotte eingegliedert werden. Cebu Pacific erhielt im Juni 2013 die erste neue A330 und bedient nun auch Langstrecken.
Im Januar 2014 übernahm Cebu Pacific 100 % der Anteile an Tigerair Philippines. Im Zuge dessen wurde auch eine engere Kooperation mit der in Singapur ansässigen Tigerair vereinbart, was beiden Gesellschaften eine Optimierung der Flugrouten und Ausweitung der Netzwerke ermöglicht. Tigerair Philippines wurde zunächst weiterhin unter dem Markennamen Tigerair betrieben. Im Mai 2015 erfolgte jedoch eine Umbenennung in Cebgo. Sowohl der Firmenname als auch die Farbgestaltung des neuen Firmenlogos lassen nun deutlich eine Zugehörigkeit zur Muttergesellschaft Cebu Pacific erkennen.

## Flugziele
Cebu Pacific bedient von ihren Drehkreuzen neben zahlreichen Zielen auf den Philippinen, Städte in Australien, Asien und im Mittleren Osten sowie Guam im Pazifik.

## Flotte

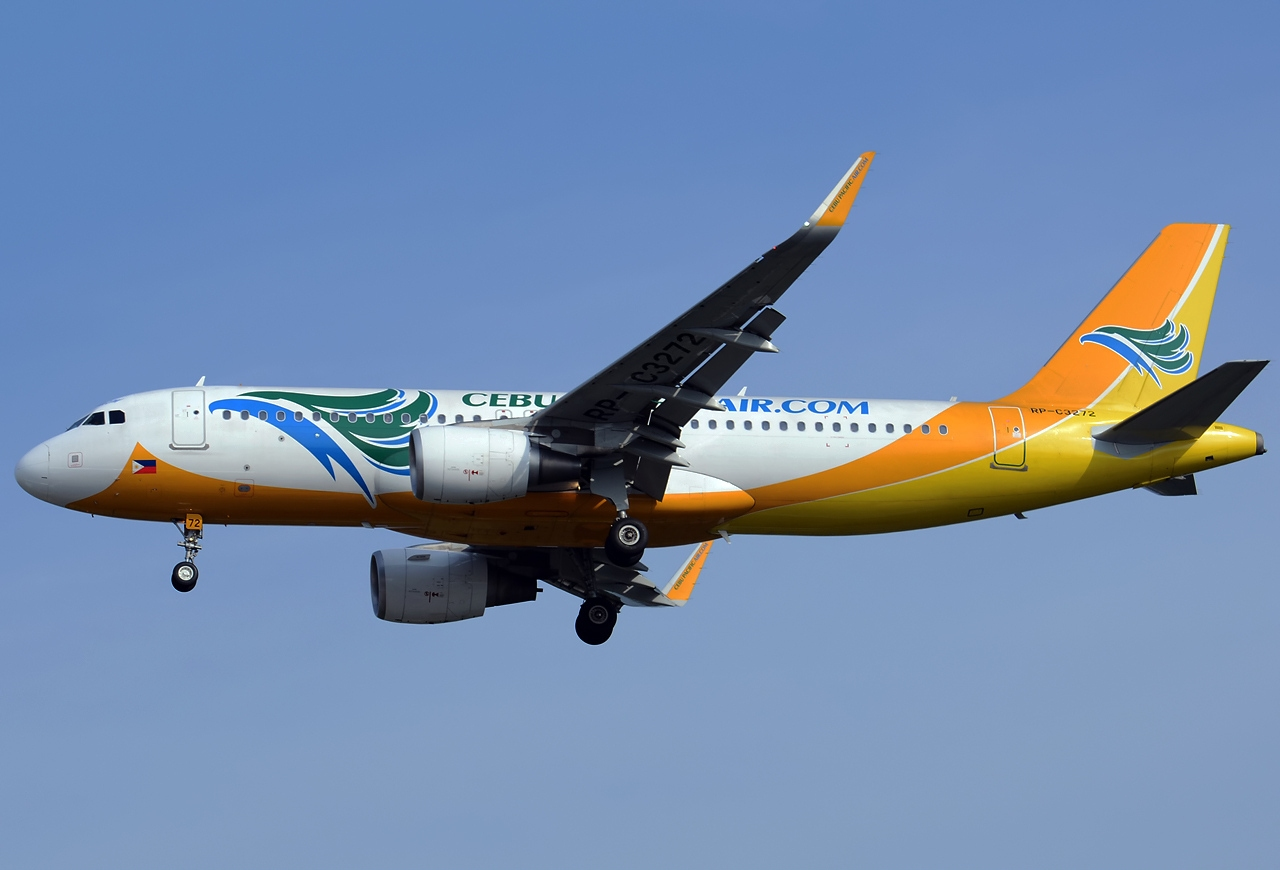
Airbus A320-200 der Cebu Pacific

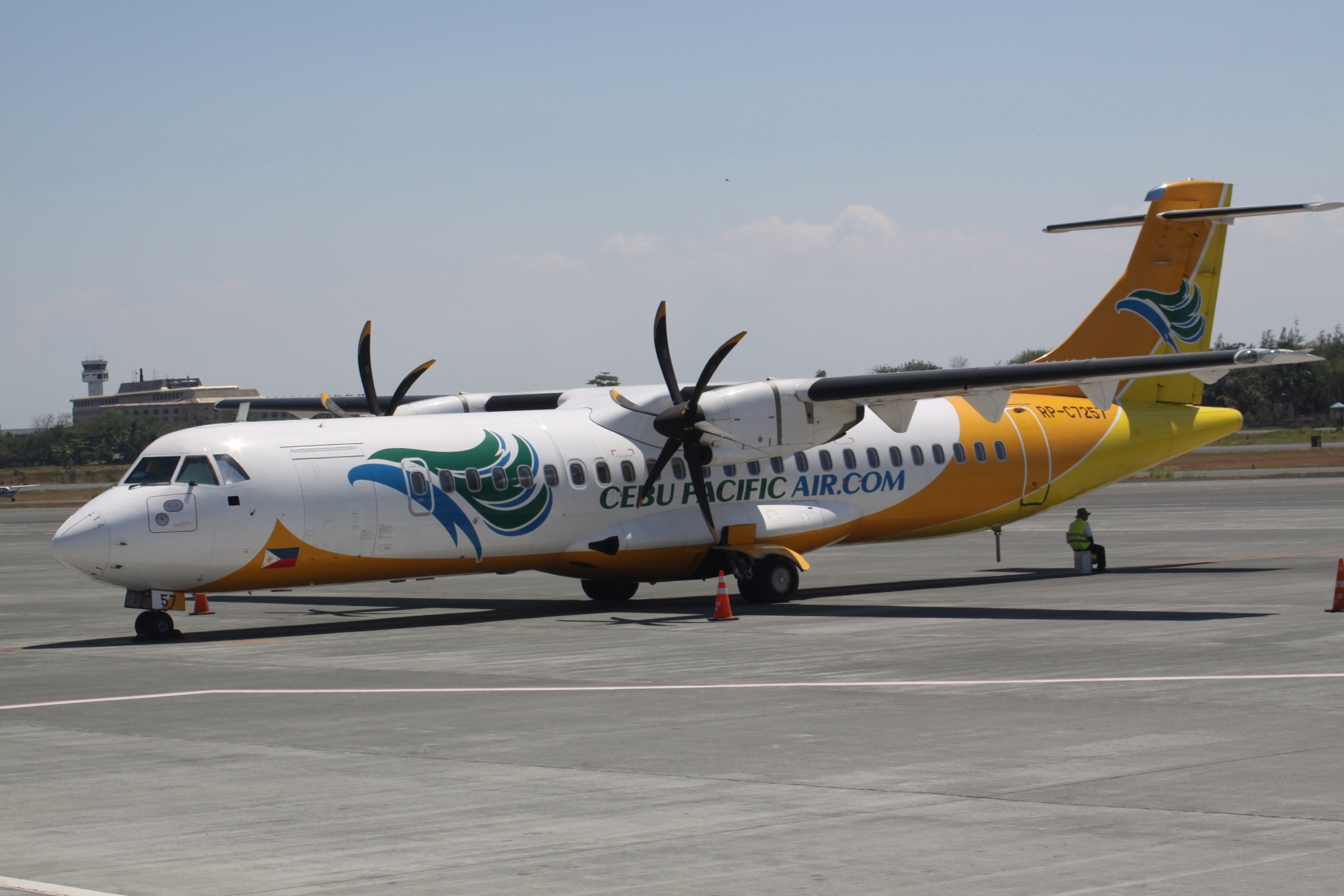
ATR 72-500 der Cebu Pacific

### Aktuelle Flotte
Mit Stand Juli 2024 besteht die Flotte der Cebu Pacific aus 87 Flugzeugen mit einem Durchschnittsalter von 5,7 Jahren:
| Flugzeugtyp        | Anzahl | bestellt | Anmerkungen                         | Sitzplätze | Durchschnittsalter |
| ------------------ | ------ | -------- | ----------------------------------- | ---------- | ------------------ |
| Airbus A320-200    | 19     |          | zwölf mit Sharklets ausgestattet    | 180        | 10,9 Jahre         |
| Airbus A320neo     | 20     | 03       | acht inaktiv                        | 188        | 2,7 Jahre          |
| Airbus A321-200    | 07     |          | mit Sharklets ausgestattet          | 230        | 6,1 Jahre          |
| Airbus A321neo     | 15     | 111      | + 50 Optionen; drei inaktiv         | 236        | 3,0 Jahre          |
| Airbus A321XLR     |        | 010      |                                     | - offen -  | 3,0 Jahre          |
| Airbus A330-900neo | 08     | 08       | Auslieferung von 2021 bis 2024      | 459        | 2,0 Jahre          |
| ATR 72-500/F       | 03     |          | zwei inaktiv; betrieben durch Cebgo | Cargo 72   | 7,6 Jahre          |
| ATR 72-600         | 15     |          | zwei inaktiv; betrieben durch Cebgo | 78         | 7,6 Jahre          |
| Gesamt             | 87     | 132      |                                     |            | 5,7 Jahre          |

### Ehemalige Flugzeugtypen
In der Vergangenheit setzte Cebu Pacific bereits folgende Flugzeugtypen ein:
- Airbus A319-100
- Airbus A330-300
- Boeing 757-200
- McDonnell Douglas DC-9-30

## Zwischenfälle

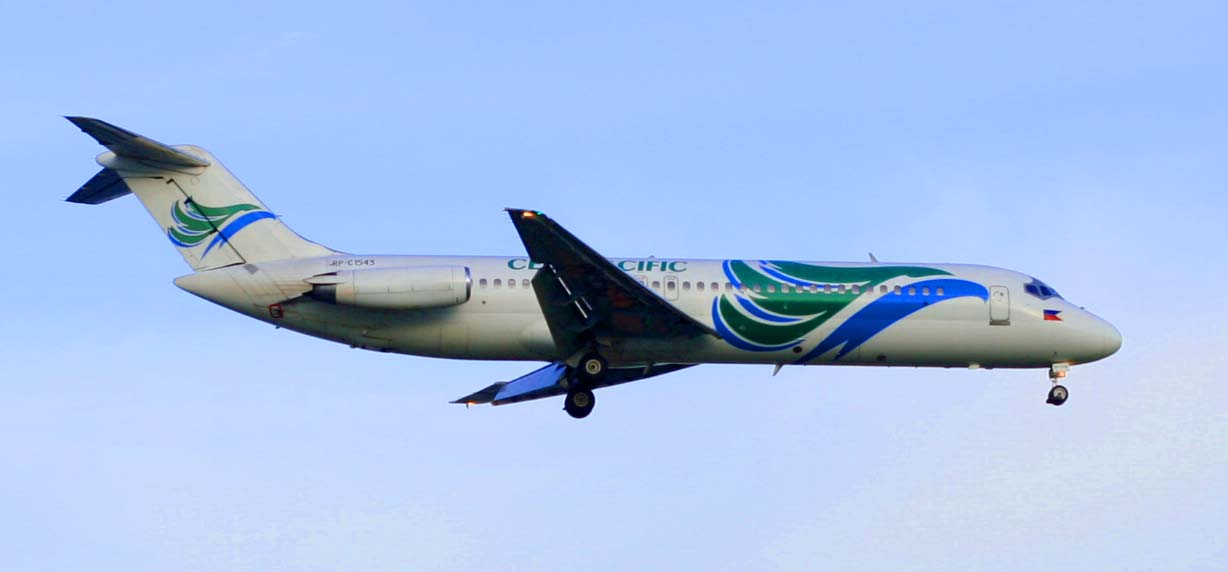
Eine baugleiche Douglas DC-9-30 der Cebu Pacific

- Am 2. Februar 1998 flog eine Douglas DC-9 beim Anflug auf Cagayan de Oro mit 104 Menschen an Bord gegen einen Berg. Niemand überlebte den Controlled flight into terrain (siehe auch Cebu-Pacific-Flug 387).

- Am Abend des 2. Juni 2013 verfehlte ein Airbus A320-200 bei schlechtem Wetter die Landebahn des Francisco Bangoy International Airport in Davao City und kam abseits der Landebahn mit eingeknicktem Bugrad zum Stehen. Alle 165 Passagiere an Bord sowie die Besatzungsmitglieder überlebten den Unfall ohne größere Verletzungen. In der Folge des Zwischenfalls blieb der Flughafen von Davao City für zwei Tage für den kommerziellen Flugverkehr geschlossen, bis die Unfalluntersuchung sowie die Bergung des Flugzeugs abgeschlossen war.[25] Nach Angaben der zivilen Luftfahrtbehörde der Philippinen CAAP war ein Pilotenfehler Ursache des Unfalls. Den beiden Piloten wurde daraufhin aufgrund Fehlverhaltens, vor allem dem Versäumnis der sofortigen Notfall-Evakuierung, die Flugerlaubnis für drei bzw. sechs Monate entzogen.[26]